# Lacs régionaux en Finlande

Carte avec les numéros des régions

Les lacs régionaux de Finlande sont des lacs des régions de Finlande. 

## Présentation
Le concours des lacs régionaux a été organisée par le Centre finlandais de l'environnement.
Les lacs régionaux ont été choisis par un vote, à la suite de suggestions faites par le service Järviwiki. 
Les lacs ont été sélectionnés le 12 octobre 2011. 
Diverses organisations de conservation de la nature et Yleisradio ont été fortement impliquées dans la campagne. 

## Liste des lacs régionaux
| N°    | Lac                                | Région                    | Superficie    | Profondeur | Profondeur moyenne | Élévation | Réseau hydrographique          |
| ----- | ---------------------------------- | ------------------------- | ------------- | ---------- | ------------------ | --------- | ------------------------------ |
| 10    | Inarijärvi (71.111.1.001)          | Laponie                   | 108 191,98 ha | 92 m       | 14,3 m             | 118,7 m   | Paatsjoki (71)                 |
| 15    | Juojärvi (04.711.1.004)            | Savonie du Nord           | 21 954,1 ha   | 51 m       | 8,89 m             | 101 m     | Vuoksi (04)                    |
| 8     | Keitele                            | Finlande centrale         | 49 841 ha     | 66 m       | 6,88 m             | 99,5 m    | Kymijoki (14)                  |
| 3     | Lappajärvi (47.031.1.001)          | Ostrobotnie du Sud        | 14 549 ha     | 36,04 m    | 6,88 m             | 69,5 m    | Ähtävänjoki (47)               |
| 7     | Lestijärvi (51.041.1.001)          | Ostrobotnie centrale      | 6 473,99 ha   | 6,9 m      | 3,57 m             | 140,7 m   | Lestijoki (51)                 |
| 12    | Luodonjärvi (99.110.1.001)         | Ostrobotnie               | 6 766,4 ha    |            |                    | 0,2 m     | Baie de Botnie (99)            |
| 11    | Längelmävesi (35.721.1.001)        | Pirkanmaa                 | 13 304 ha     | 59,3 m     | 6,83 m             | 84,2 m    | Kokemäenjoki (35)              |
| 5     | Oulujärvi                          | Kainuu                    | 88 709,3 ha   |            |                    | 122,7 m   | Oulujoki (59)                  |
| 13    | Pielinen (04.411.1.001)            | Carélie du Nord           | 89 420,7 ha   | 61 m       | 10,06 m            | 93,7 m    | Vuoksi (04)                    |
| 4     | Puula (14.923.1.001)               | Savonie du Sud            | 33 076,4 ha   | 9 m        | 9,24 m             | 94,7 m    | Kymijoki (14)                  |
| 17 19 | Pyhäjärvi (34.031.1.001)           | Finlande propre Satakunta | 15 518,9 ha   | 26,24 m    | 5,47 m             | 44,9 m    | Eurajoki (34)                  |
| 14    | Pyhäjärvi (54.051.1.001)           | Ostrobotnie du Nord       | 12 178,5 ha   | 27 m       | 6,27 m             | 139,6 m   | Pyhäjoki (54)                  |
| 16    | Päijänne                           | Päijät-Häme               | 108 289 ha    | 95,3 m     | 14,21 m            | 78,3 m    | Kymijoki (14)                  |
| 2     | Saimaa (04.112.1.001)              | Carélie du Sud            | 137 703 ha    | 85,81 m    | 10,8 m             | 75,7 m    | Vuoksi (04)                    |
| 18    | Tuusulanjärvi (21.082.1.001)       | Uusimaa                   | 592,04 ha     | 9,76 m     | 3,16 m             | 37,8 m    | Vantaa (21)                    |
| 6     | Vanajavesi                         | Kanta-Häme                | 16 631,25 ha  | 23,89 m    |                    | 79,4 m    | Kokemäenjoki (35)              |
| 9     | Vuohijärvi (14.912.1.001)          | Vallée de la Kymi         | 8 624,3 ha    | 75,51 m    | 16,28 m            | 76,6 m    | Kymijoki (14)                  |
| 1     | Östra Kyrksundet Västra Kyrksundet | Åland                     | 255,26 ha     |            |                    |           | Archipel finlandais Åland (82) |